# Claude I. Bakewell

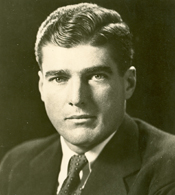
Claude I. Bakewell (1947)

Claude Ignatius Bakewell (* 9. August 1912  in St. Louis, Missouri; † 18. März 1987 in University City, Missouri) war ein US-amerikanischer Politiker. Zwischen 1947 und 1953 vertrat er zwei Mal den Bundesstaat Missouri im US-Repräsentantenhaus.

## Werdegang
Claude Bakewell besuchte die St. Louis University High School und studierte danach bis 1932 an der Georgetown University in Washington. Nach einem anschließenden Jurastudium an der Saint Louis University und seiner 1935 erfolgten Zulassung als Rechtsanwalt begann er in diesem Beruf zu arbeiten. Gleichzeitig schlug er als Mitglied der Republikanischen Partei eine politische Laufbahn ein. Zwischen 1941 und 1945 gehörte er dem Stadtrat von St. Louis an. Während der Endphase des Zweiten Weltkrieges diente Bakewell zwischen 1944 und 1946 in der US Navy.
Bei den Kongresswahlen des Jahres 1946 wurde er im elften Wahlbezirk von Missouri in das US-Repräsentantenhaus in Washington gewählt, wo er am 3. Januar 1947 die Nachfolge von John B. Sullivan antrat, den er bei der Wahl geschlagen hatte. Da er im Jahr 1948 gegen Sullivan verlor, konnte er bis zum 3. Januar 1949 zunächst nur eine Legislaturperiode im Kongress absolvieren. Diese war von den Ereignissen der unmittelbaren Nachkriegszeit bestimmt. Bakewell war Mitglied des Justizausschusses.
Nach dem Tod von John Sullivan wurde Bakewell bei der notwendig gewordenen Nachwahl erneut als dessen Nachfolger in den Kongress gewählt, wo er zwischen dem 9. März 1951 und dem 3. Januar 1953 die laufende Legislaturperiode beendete. Im Jahr 1952 unterlag er Morgan M. Moulder von der Demokratischen Partei. Zwischen 1958 und 1982 leitete Claude Bakewell die Postbehörde in St. Louis. Er starb am 18. März 1987 in University City und wurde in St. Louis beigesetzt.